# Nina Lefèvre

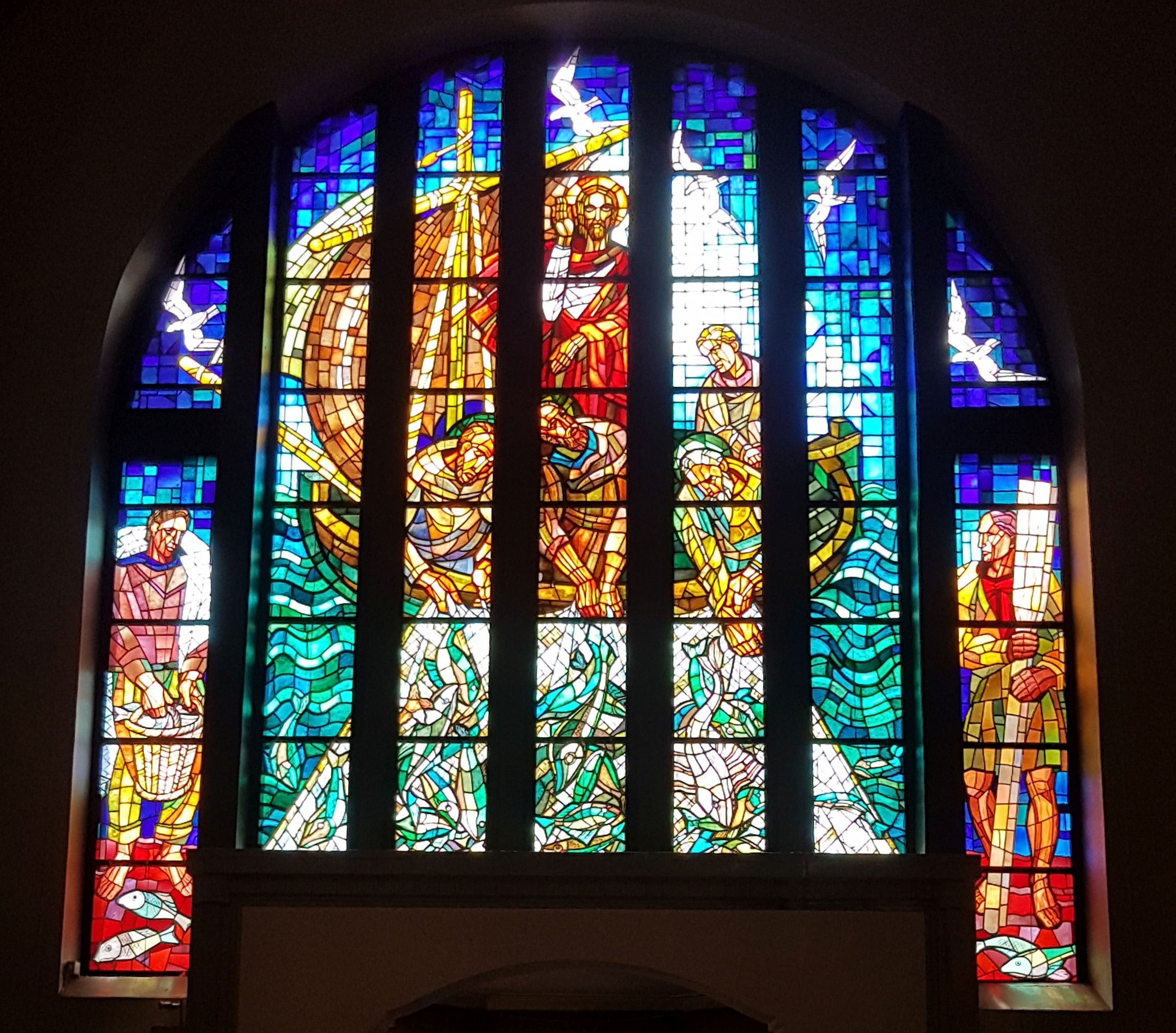
Wonderbare visvangst (1952), Wasserbillig

Nina Victorine Lefèvre-Kestler (Tasjkent, 21 december 1904 – Luxemburg, 7 oktober 1981) was een Luxemburgs glazenier, graficus en kunstschilder. Na haar huwelijk verkreeg ze de Luxemburgse nationaliteit.

## Leven en werk
Nina Kestler werd geboren in Tasjkent in het generaal-gouvernement Turkestan, destijds onderdeel van het keizerrijk Rusland. Sinds 1991 is Tasjkent de hoofdstad van de Republiek Oezbekistan. Ze verhuisde met haar ouders naar Brussel en behaalde daar in 1925 haar licentiaat in de letteren aan de Ecole Supérieure de jeunes filles, onder beschermheerschap van de Université catholique de Louvain. Van 1926 tot 1930 volgde ze muzieklessen aan het Koninklijk Conservatorium Brussel. In 1931 ging ze naar de academie van Elsene, waar ze diverse prijzen won voor haar tekenwerk. Vervolgens studeerde ze verder aan de Koninklijke Academie voor Schone Kunsten van Brussel, als leerling van Basken, Henri Logelain en Henri Van Haelen. Aan de Brusselse Academie leerde ze medestudent Julien Lefèvre (1907-1984) kennen. Het stel trouwde in 1940 en vestigde zich na de oorlog in Luxemburg.
Lefèvre-Kestler schilderde bloemstukken, landschappen, portretten en stillevens in olieverf, en maakte gravures van stadsgezichten en landschappen. De Luxemburgse regering schonk haar schilderij van Xavier's Haff in Strassen aan Lyndon B. Johnson, vicepresident van de Verenigde Staten, bij diens bezoek aan het groothertogdom in oktober 1963. Ze was lid van de Cercle Artistique de Luxembourg, en nam van 1963 tot 1971 deel aan de salons van de kunstenaarsvereniging.
Naast haar eigen werk ontwierp Lefèvre samen met haar echtgenoot onder andere gebrandschilderde ramen voor diverse Luxemburgse kerken in de periode van de wederopbouw na de Tweede Wereldoorlog, postzegels, penningen en Luxemburgse franken. De gezamenlijke werken werden onder meer gesigneerd als Julien et Nina Lefèvre, J.N. LEFEVRE, JNL en NJL.
Eind 1978 verscheen een monografie over het echtpaar Lefèvre en in het voorjaar van 1979 werd door de gemeente Luxemburg een retrospectief in de Galerie Municipale de Peinture georganiseerd. In hetzelfde jaar werden Julien en Nina Lefèvre door groothertog Jean van Luxemburg benoemd tot commandeur in de Orde van Verdienste van het Groothertogdom Luxemburg.
Nina Lefèvre-Kestler overleed op 76-jarig leeftijd. In Luxemburg werd de Rue Nina et Julien Lefèvre naar het kunstenaarsechtpaar vernoemd.

## Enkele werken
- 1960 portrettekening van Decimus Magnus Ausonius voor het boek Dem Decimus Magnus Ansonius seng Rees op d'Musel, op lëtzebuergesch erzielt vum Robert Bruch. Luxemburg: Imprimerie Bourg-Bourger.
- 1963 Xavier's Haff, schilderij.

ontwerpen in samenwerking met Julien Lefèvre
- ca. 1946 ramen voor de Sint-Mauritiuskerk in Eschweiler.[8]
- 1949 zestien ramen voor de Sint-Nicolaaskerk in Kopstal. Uitgevoerd door de firma Colpaert uit Brussel.
- ca. 1950 ontwerp vier ramen Mattheus, Markus, Lukas en Johannes voor het koor van de Sint-Alphonsekerk in Boxhorn. Beschilderd door het atelier Linster in Mondorf-les-Bains.
- ca. 1950 ramen van de heiligen Rosa van Lima en Donatus van Münstereifel in het koor van de Johannes de Doperkerk in Hupperdange.
- ca. 1950 tien ramen, waarvan zes met scenes uit het leven van Jezus, voor de Sint-Jozefkerk in Marnach.
- 1952 'De bruiloft te Kana' en 'Wonderbare visvangst', twee ramen voor de Sint-Maartenskerk in Wasserbillig.
- 1952 raam van Onze-Lieve-Vrouw van Troost en vijf ramen met heiligen voor de Sint-Vincentius-martelaarskerk in Weicherdange.
- 1953 zes ramen, met onder andere taferelen van de heiligen Barbara en Catharina, Jezus bij Jozef in de werkplaats en de doop van Jezus, voor de Johannes de Doperkerk in Doennange.
- 1963 Médaille Commémorative, herdenkingspenning ter gelegenheid van het 1000-jarig bestaan van Luxemburg-Stad, uitgebracht door de Banque et Caisse d’Epargne de l’Etat.[9]
- 1965 serie van vier gouden herdenkingspenningen met de portretten van de groothertogelijke familie, ter gelegenheid van de troonsbestijging door groothertog Jean, uitgebracht door de Banque et Caisse d’Epargne de l’Etat.
- 1968 serie van zes postzegels met sporters, ter gelegenheid van de Olympische Zomerspelen van de XIXe Olympiade in Mexico.
- 1971 postzegel ter gelegenheid van de 71e Internationaal Olympisch Comité-sessie.
- 1980 kunstmedaille voor de 'Ricciacus-Frenn, Duelem'.
- ca. 1981 Dynatie du Luxembourg, een 8-delige penningenset met portretten van leden uit groothertogelijke familie, uitgebracht in goud en zilver door de Banque internationale à Luxembourg.[10]
- 1984 medaille ter gelegenheid van de 150e geboortedag van medailleur Albert Wunsch.[11]
- monument voor Edward Steichen in Bivange.
- ontwerp Ereplaquette Dicks-Rodange-Lentz, die door de Actioun Lëtzebuergesch wordt uitgereikt aan personen die zich inzetten voor de Luxemburgse taal.

## Galerij

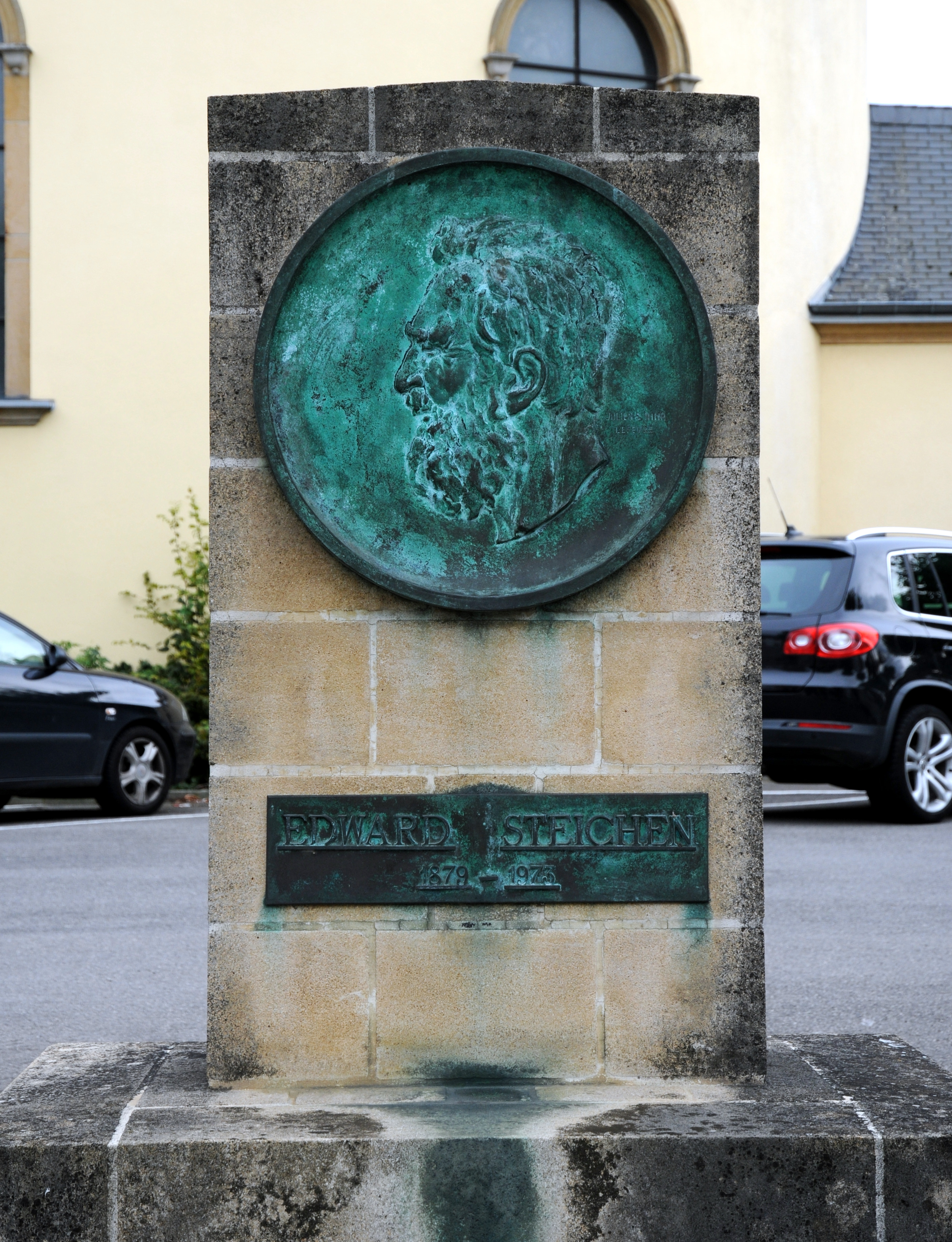
Edward Steichen-monument